# Incisure radiale de l'ulna
L'incisure radiale de l'ulna (ou petite cavité sigmoïde du cubitus) est la surface articulaire étroite et oblongue située sur la face latérale du processus coronoïde de l'ulna.
Elle est concave d'avant en arrière, et ses extrémités proéminentes servent à la fixation du ligament annulaire.
Elle reçoit la surface articulaire circonférentielle de la tête du radius.

## Galerie

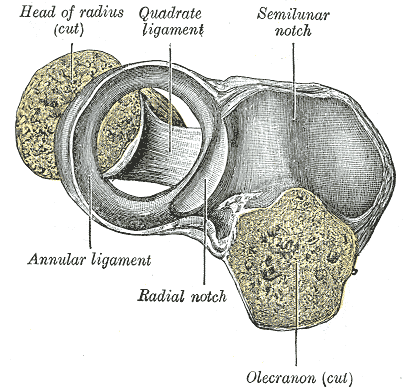
Ligament annulaire du radius, d'en haut.